# پاتریشیا همیلتون
پاتریشیا همیلتون (انگلیسی: Patricia Hamilton؛ زادهٔ ۲۷ آوریل ۱۹۳۷ - درگذشتهٔ ۳۰ آوریل ۲۰۲۳) بازیگر و صداپیشه کانادایی بود. او دانش‌آموختۀ رشتۀ بازیگری در دانشگاه کارنگی ملون بود و با بازی در نقش ریچل لیند در مینی‌سریال رؤیای سبز، دنباله‌های آن، آن در گرین گیبلز: دنباله، آن در گرین گیبلز: ادامه داستان و آن در گرین گیبلز: یک شروع تازه و چندین فیلم و مجموعه تلویزیونی مرتبط با آن در گرین گیبلز (مانند قصه‌های جزیره) شناخته شده است. او همچنین صداپیشهٔ همان شخصیت در سریال پویانمایی پخش شده از پی‌بی‌اس، آن در گرین گیبلز هم بود. وی استاد کالج جرج براون در تورنتو و مرکز هنرهای بَنف (وابسته به دانشگاه کلگری) بود.
وی سه بار برای بازی در نقش مکمل در یک سریال درام، نامزد جایزه جمینای شد که در سال ۱۹۹۶ برندهٔ این جایزه شد.

## گزیدۀ نقش‌آفرینی‌ها

### سینما
- جنگ برای زندگی (۱۹۸۷)

### تلویزیون
- آن در گرین گیبلز: یک شروع تازه (۲۰۰۸)
- آن در گرین گیبلز (۲۰۰۱–۲۰۰۰)
- آن در گرین گیبلز: ادامه داستان (۲۰۰۰)
- کریسمس اونلی (۱۹۸۸)
- قصه‌های جزیره (۱۹۹۶–۱۹۹۰)
- آن در گرین گیبلز: دنباله (۱۹۸۷)
- آلفرد هیچکاک تقدیم می‌کند (۱۹۸۷)
- تماشاخانه آمریکایی (۱۹۸۷)
- رؤیای سبز (۱۹۸۵)